# 丰田世极
豐田Century是丰田在日本的旗艦車型；是只在日本國內發售的豪華汽車。在日本以外的地區則使用凌志LS作為在海外的旗艦車型，直到中國大陸地區於2023年引進丰田世极SUV車型。 豐田世极的轎車車型於1967年开始生产，之後在1997年與2018年進行過兩次改款。

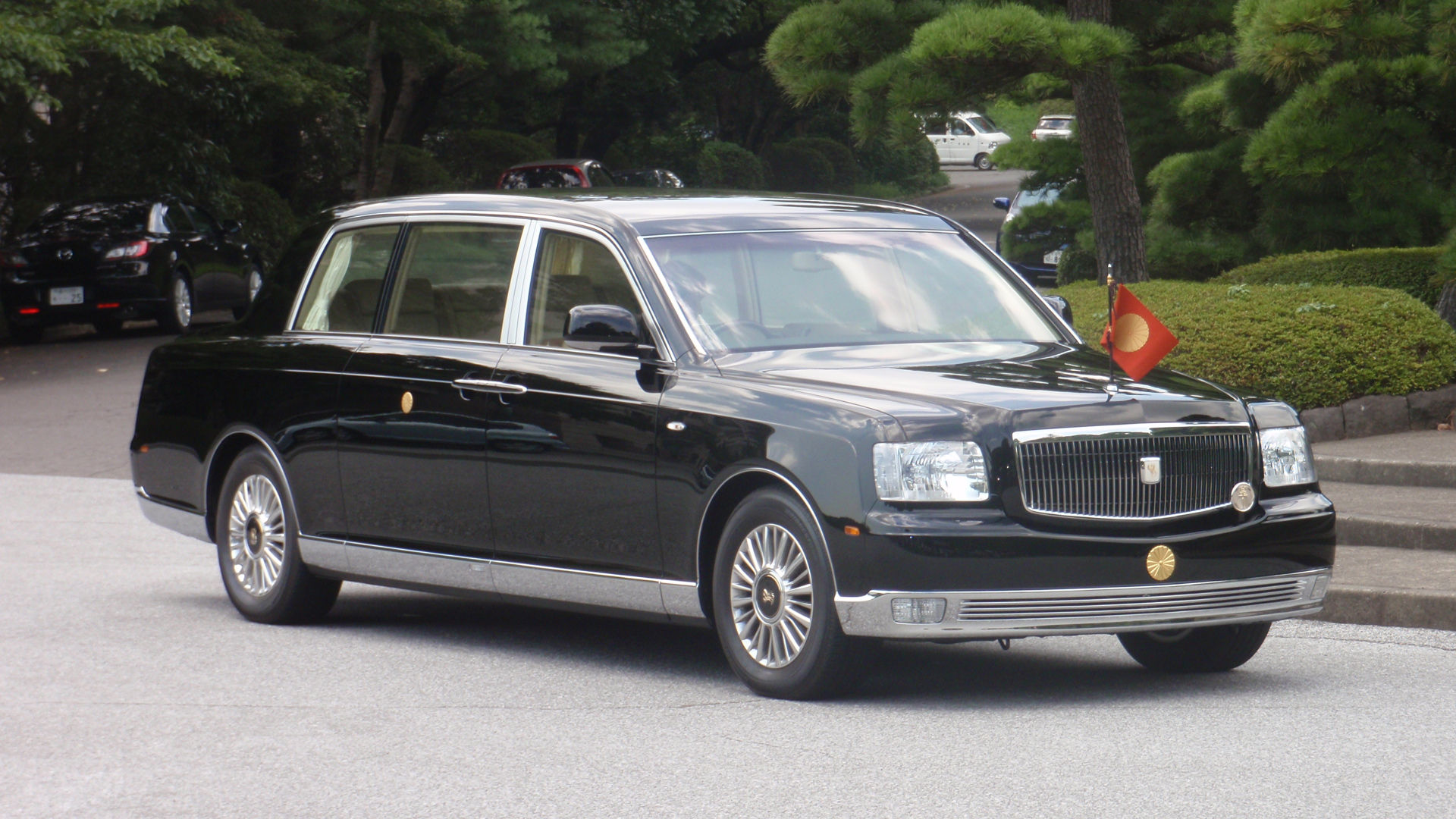
日本天皇專用版本的豐田Century Royal

世极品牌的起源來自於豐田自動織機創始人豐田佐吉诞辰100周年。 
第1代世极轎車于1967年推出时搭載V8發動機，之後在1997年發佈第2代車型是改為搭載V12發動機，最後到2018年發佈的第3代車型上恢復使用V8發動機，並增加輕混系統。
而在2023年丰田以世极品牌推出SUV车型。

## 特製版本
日本天皇專車使用豐田Century Royal，是基於豐田Century專門為日本皇室度身訂造的型號。
2024年，豐田汽車為紀念日本相撲協會成立100週年，特別製造了一輛白色敞篷版Century SUV，專為大相撲冠軍巡遊而設。製造這輛車的主意是由與豐田章男私交甚篤的前橫綱相撲選手白鵬翔提出，當初豐田計劃以豐田皇冠為基礎打造，後來在他的建議下改為Century。